# João Vaz de Almada (Sousa Falcão)
João Vaz de Almada, no princípio do século XVI, Governador e capitão-mor de Mina, de Sofala de dezembro de 1515 até 20 de Março de 1517 (retomando essas funções como interino em Julho de 1518), e alcaide-mor em Cananor. e em

## Dados Genealógicos
Filho de: João de Sousa Falcão e de Mécia Vaz de Almada, filha de um seu homónimo João Vaz de Almada.
Casou com: Beatriz Fernandes, filha de Rui Fernandes ou Brites Godinho.
Teve:
- Cristóvão Falcão, poeta e diplomata.
- Damião de Sousa Falcão casado com Jerónima Coutinho.
- Barnabé de Sousa casado Beatriz de Oliveira.
- Brázia casado com António Vaz Mergulhão.